# Karl Rudolf Afzelius
Karl Rudolf Afzelius (1887 - 1971) foi um botânico sueco .